# Xã Crosby, Quận Hamilton, Ohio
Xã Crosby (tiếng Anh: Crosby Township) là một xã thuộc quận Hamilton, tiểu bang Ohio, Hoa Kỳ. Năm 2010, dân số của xã này là 2.767 người.